# Boterwaag (Den Haag)
De Boterwaag in Den Haag is een gebouwencomplex op de hoek van de Grote Markt en de Prinsegracht.
Op de Prinsegracht, die in 1640 werd gegraven, werd in 1650 het Boterhuis gebouwd door stadsarchitect Bartholomeus van Bassen (1590-1652). Het was al snel te klein, zodat in 1681, naast het Boterhuis, de grote Boterwaag wordt aangebouwd die uitsluitend voor de groothandel bestemd was. Tot 1 uur 's middags werd hier gehandeld in boter en kaas. 's Zomers begon men al om 7 uur, 's winters pas om 8 uur. De particulieren gingen naar het kleine boterhuis. Boven de linker poort staat het jaartal 1650. Achter het hek is het Boterstraatje met enkele huisjes. Boven de deur links van de poort is het stadswapen van Den Haag, de ooievaar.

## Gebruikers
Op de eerste verdieping van de Boterwaag zaten de schilders- en apothekersgilden. Tot 1839 was in de waag de Koninklijke Academie van Beeldende Kunsten gevestigd. Toen in 1844 de Haagse Schutterij haar intrek daar nam, diende een deel van de Boterwaag tijdelijk als gevangenis.
De Boterwaag heeft lang gediend als opslagplaats voor de gemeente, die er vooral stadsmeubilair onderbracht. Van 1926 tot 1960 was hier het Oranje-Nassau Museum gevestigd. Van 1960 tot 1965 vond het Nederlands Danstheater er onderdak.
In de jaren tachtig van de 20e eeuw heeft Monumentenzorg het pand en enkele omringende panden gerestaureerd. Er is nu een grandcafé met een groot terras op de Grote Markt. Binnen zijn de oude gewelven gerestaureerd en er hangt nog de oude weegschaal uit 1682.

## Foto's

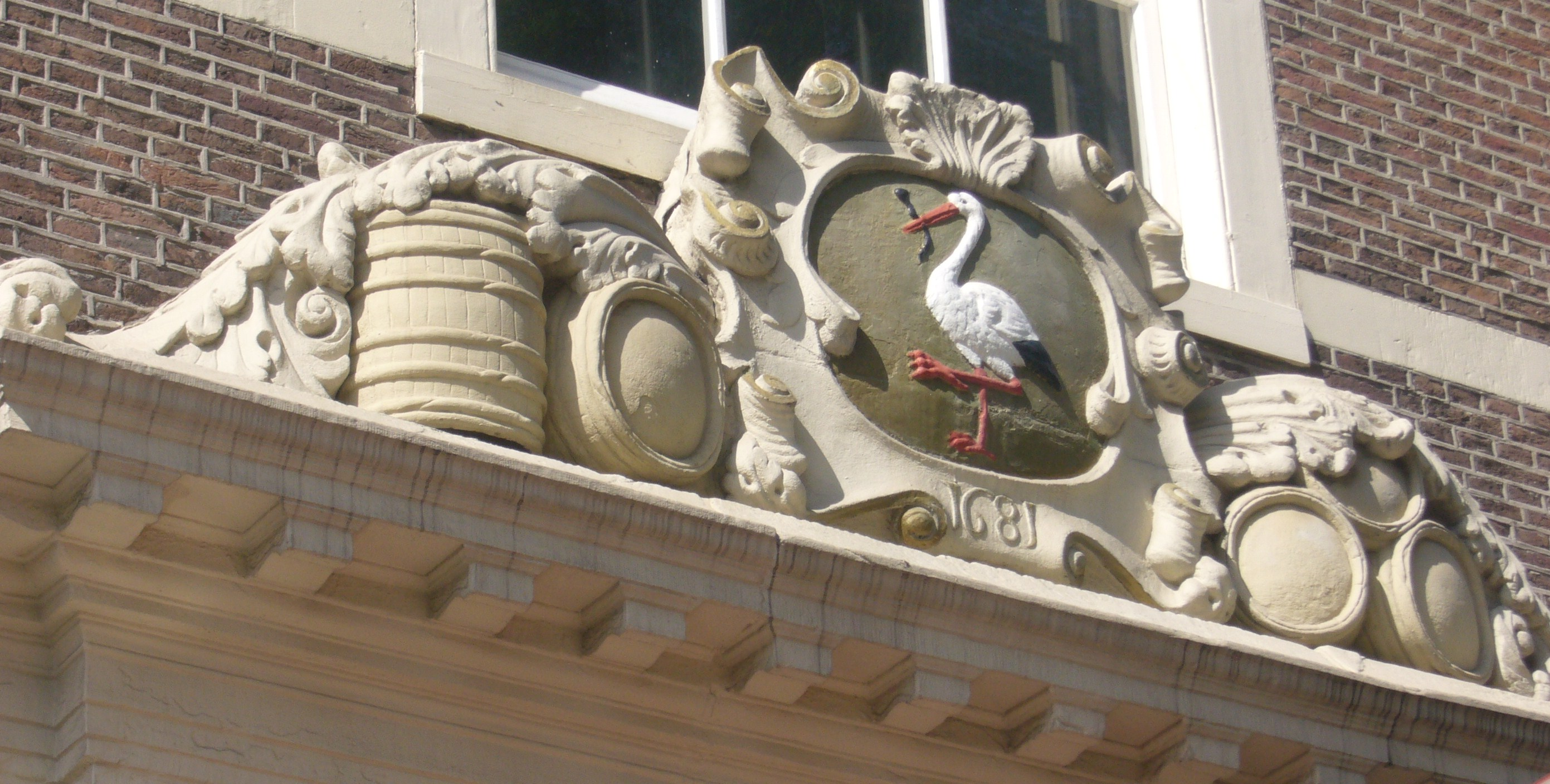
Bouwjaar 1681, detail met botertonnen boven de entree aan de Grote Markt.
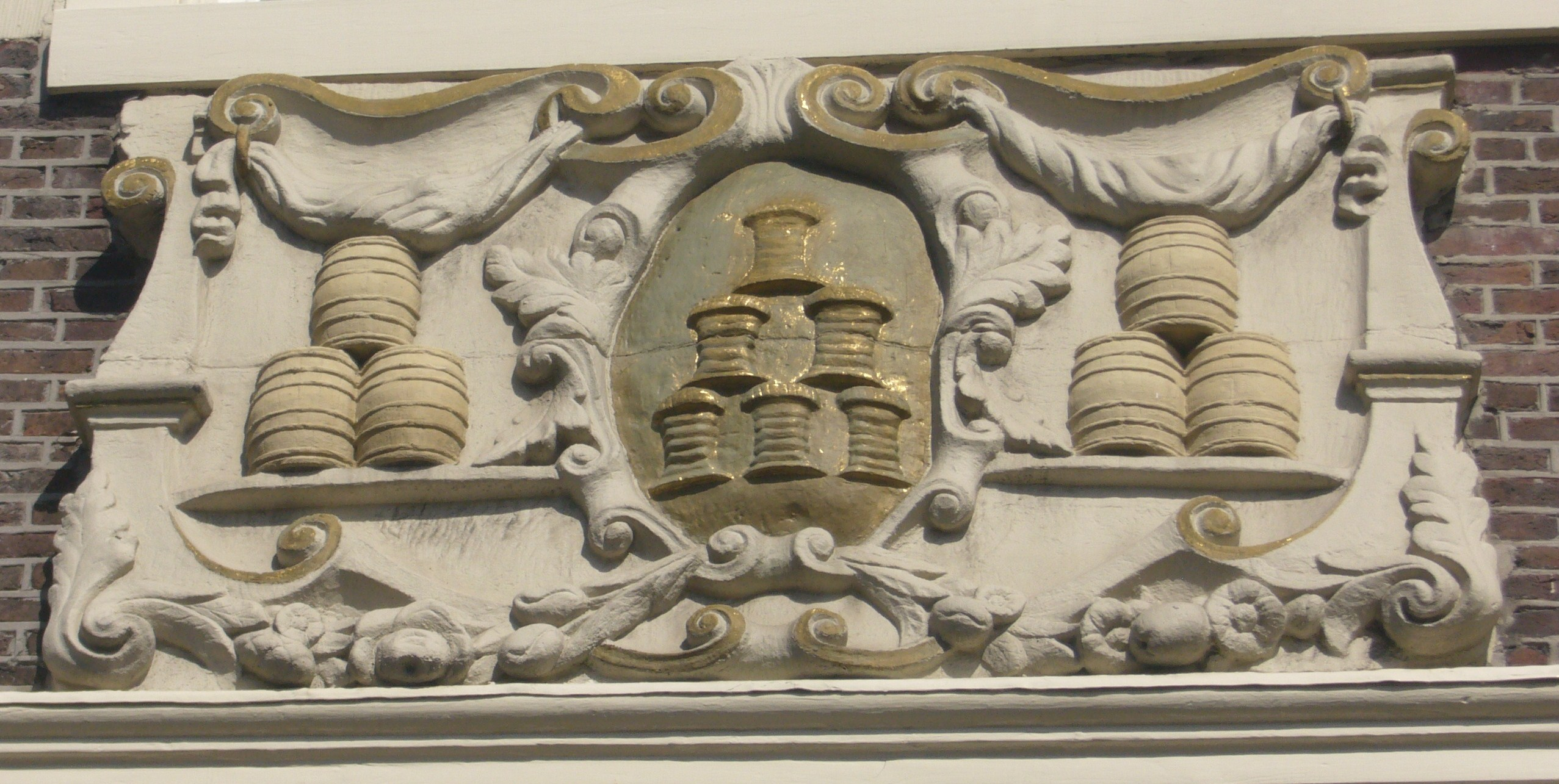
Detail met botertonnen boven een deur aan de Prinsegracht
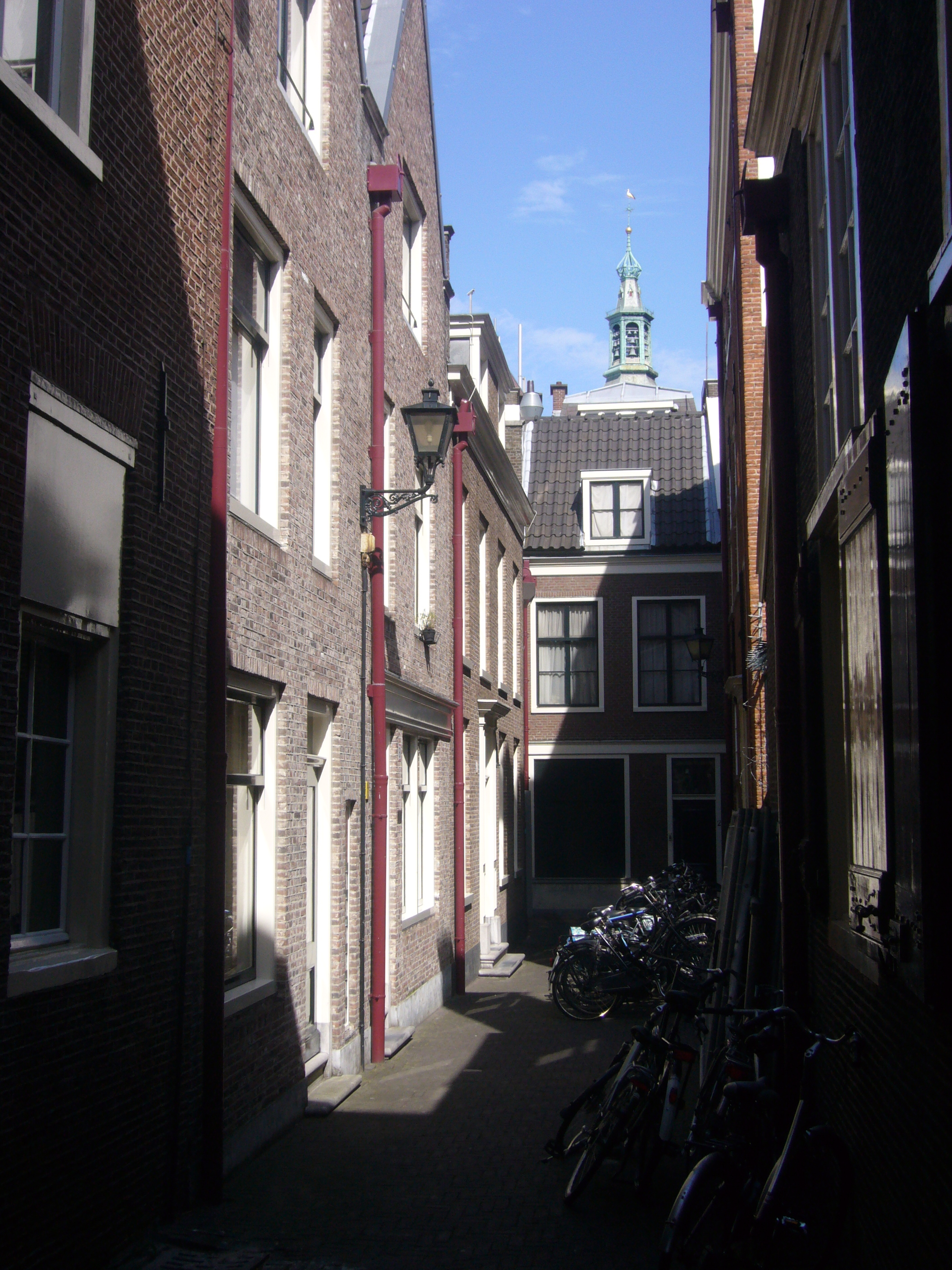
Boterstraatje
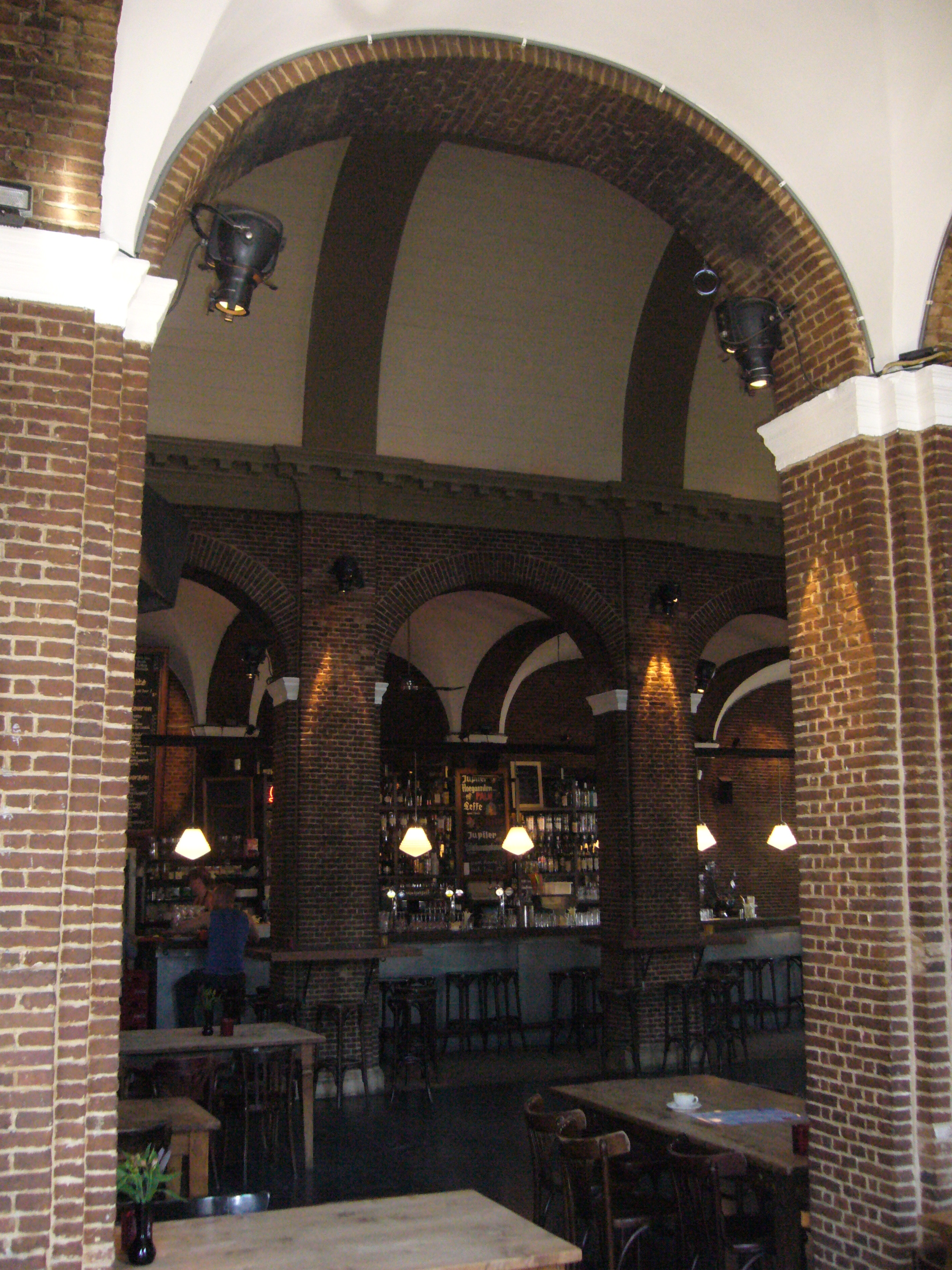
Gerestaureerde interieur

## Trivia
- Het Boterhuis bleek tijdens de restauraties in de jaren tachtig zeer goed gefundeerd te zijn. De fundamenten gingen door de veenlaag tot op het zand. Luchtenburch, het witte huis naast het Boterhuis, is bij de bouw aan dit pand opgehangen.